# Paul Dooley
Paul Dooley Brown (Parkersburg, Virgínia Ocidental, 22 de fevereiro de 1928) é um ator estadunidense.